# Carine Ngarlemdana
Carine Ngarlemdana   (N'Djamena, 13 de novembre de 1994) és una judoka txadiana. Va competir als Jocs Olímpics d'Estiu de 2012 en l'esdeveniment femení de 70 kg. Va ser la portadora de la bandera del Txad en la cerimonia d'apertura dels Jocs Olímpics.

## Joventut
Carine Ngarlemdana va néixer a N'Djamena (Txad), el 13 de novembre de 1994. Era la menor de quatre nens i va assistir a l'Heredity High School de la ciutat. El seu pare era professor d'educació física i va començar a entrenar a Ngarlemdana a mesura que aprenia judo des dels cinc anys.

## Carrera esportiva
Als 12 anys dèdat va guanyar una medalla de bronze en una competició nacional celebrada a N'Djamena.
Va començar a preparar-se per als Jocs Olímpics d'Estiu 2012 a Londres (Regne Unit), viatjant al Centre Internacional de Judo Africà d'Alger (Algèria), per formar-se a partir del març del 2011 durant els següents 20 mesos amb una beca. Va ser una de les tres membres escollides per a formar l'equip txadià, juntament amb Hinikissia Albertine Ndikert i Haroun Abderrahim. Tot i això, finalment Abderrahim no va formar part de l'equip, cosa que va significar que Ngarlemdana va formar la meitat de l'equip representant al Txad, que va ser un dels dos únics equips formats únicament per dones als Jocs Olímpics d'estiu 2012. Ngarlemdana va ser seleccionada com a portador de la bandera a la Desfilada de les Nacions en la cerimònia d'obertura.
Va competir en el torneig femení de 70 kg als Jocs, enfrontant-se a la judoka britànica Sally Conway a la primera ronda. Ngarlemdana va perdre l'atac per 1 ippon després de ser tocada amb un wazaari per Conway.
Ngarlemna va ser la guanyadora d'un torneig internacional de nivell del club celebrat a Cergy, París (França) el 2016. Això va ser després d'haver-se traslladat a París durant sis mesos.